# Cincinnati Open 2022 - Qualificazioni singolare femminile
Le qualificazioni del singolare femminile del Cincinnati Open 2022 sono un torneo di tennis preliminare per accedere alla fase finale della manifestazione. Le vincitrici dell'ultimo turno entreranno di diritto nel tabellone principale. In caso di ritiro di una o più giocatrici aventi diritto a queste subentreranno le lucky loser, ossia le giocatrici che perderanno nell'ultimo turno ma che hanno una classifica più alta rispetto alle altre partecipanti che avranno comunque perso nel turno finale.

## Teste di serie
1. Irina-Camelia Begu (primo turno)
2. Caroline Garcia (qualificata)
3. Marie Bouzková (qualificata)
4. Anastasija Potapova (ultimo turno, lucky loser)
5. Clara Tauson (primo turno)
6. Anhelina Kalinina (qualificata)
7. Anna Bondár (primo turno)
8. Jasmine Paolini (primo turno)

1. Nuria Párrizas Díaz (ultimo turno, lucky loser)
2. Petra Martić (ultimo turno, lucky loser)
3. Varvara Gračëva (primo turno)
4. Kateřina Siniaková (primo turno)
5. Kaja Juvan (primo turno)
6. Camila Osorio (primo turno)
7. Anna Kalinskaja (qualificata)
8. Magda Linette (ultimo turno)

## Qualificate
1. Tereza Martincová
2. Caroline Garcia
3. Marie Bouzková
4. Anna Kalinskaja

1. Ajla Tomljanović
2. Anhelina Kalinina
3. Taylor Townsend
4. Marta Kostjuk

## Lucky loser
1. Nuria Párrizas Díaz
2. Petra Martić

1. Anastasija Potapova

## Tabellone

### Legenda
| - Q = Qualificato - WC = Wild card - LL = Lucky loser | - ALT = Alternate - SE = Special Exempt - PR = Protected Ranking | - w/o = Walkover - r = Ritirato - d = Squalificato |

### Sezione 1
|  | Primo turno | Primo turno        | Primo turno     | Primo turno | Primo turno |  |  | Ultimo turno | Ultimo turno      | Ultimo turno      | Ultimo turno | Ultimo turno |  |
|  |             |                    |                 |             |             |  |  |              |                   |                   |              |              |  |
|  | 1           | Irina-Camelia Begu | 1               | 7           | 64          |  |  |              |                   |                   |              |              |  |
|  |             | Tereza Martincová  | 6               | 5           | 7           |  |  |              | Tereza Martincová | Tereza Martincová | 7            | 6            |  |
|  | WC          | Hailey Baptiste    | Hailey Baptiste | 3           | 0           |  |  | 16           | Magda Linette     | Magda Linette     | 64           | 3            |  |
|  | 16          | Magda Linette      | Magda Linette   | 6           | 6           |  |  |              |                   |                   |              |              |  |

### Sezione 2
|  | Primo turno | Primo turno        | Primo turno | Primo turno | Primo turno |  |  | Ultimo turno | Ultimo turno    | Ultimo turno | Ultimo turno | Ultimo turno |  |
|  |             |                    |             |             |             |  |  |              |                 |              |              |              |  |
|  | 2           | Caroline Garcia    | 4           | 6           | 6           |  |  |              |                 |              |              |              |  |
|  |             | Diane Parry        | 6           | 3           | 2           |  |  | 2            | Caroline Garcia | 6            | 65           | 6            |  |
|  |             | Andrea Petković    | 6           | 4           | 6           |  |  |              | Andrea Petković | 2            | 7            | 2            |  |
|  | 12          | Kateřina Siniaková | 4           | 6           | 1           |  |  |              |                 |              |              |              |  |

### Sezione 3
|  | Primo turno | Primo turno       | Primo turno       | Primo turno | Primo turno |  |  | Ultimo turno | Ultimo turno   | Ultimo turno   | Ultimo turno | Ultimo turno |  |
|  |             |                   |                   |             |             |  |  |              |                |                |              |              |  |
|  | 3           | Marie Bouzková    | Marie Bouzková    | 6           | 6           |  |  |              |                |                |              |              |  |
|  |             | Aleksandra Krunić | Aleksandra Krunić | 1           | 2           |  |  | 3            | Marie Bouzková | Marie Bouzková | 6            | 6            |  |
|  |             | Donna Vekić       | Donna Vekić       | 7           | 6           |  |  |              | Donna Vekić    | Donna Vekić    | 1            | 4            |  |
|  | 14          | Camila Osorio     | Camila Osorio     | 6           | 3           |  |  |              |                |                |              |              |  |

### Sezione 4
|  | Primo turno | Primo turno         | Primo turno         | Primo turno | Primo turno |  |  | Ultimo turno | Ultimo turno        | Ultimo turno        | Ultimo turno | Ultimo turno |  |
|  |             |                     |                     |             |             |  |  |              |                     |                     |              |              |  |
|  | 4           | Anastasija Potapova | Anastasija Potapova | 6           | 6           |  |  |              |                     |                     |              |              |  |
|  |             | Harriet Dart        | Harriet Dart        | 2           | 4           |  |  | 4            | Anastasija Potapova | Anastasija Potapova | 5            | 1            |  |
|  | WC          | Tatjana Maria       | Tatjana Maria       | 0           | 1           |  |  | 15           | Anna Kalinskaja     | Anna Kalinskaja     | 7            | 6            |  |
|  | 15          | Anna Kalinskaja     | Anna Kalinskaja     | 6           | 6           |  |  |              |                     |                     |              |              |  |

### Sezione 5
|  | Primo turno | Primo turno         | Primo turno         | Primo turno | Primo turno |  |  | Ultimo turno | Ultimo turno        | Ultimo turno | Ultimo turno | Ultimo turno |  |
|  |             |                     |                     |             |             |  |  |              |                     |              |              |              |  |
|  | 5           | Clara Tauson        | Clara Tauson        | 2           | 3           |  |  |              |                     |              |              |              |  |
|  |             | Ajla Tomljanović    | Ajla Tomljanović    | 6           | 6           |  |  |              | Ajla Tomljanović    | 4            | 6            | 6            |  |
|  |             | Danka Kovinić       | Danka Kovinić       | 0           | 2           |  |  | 9            | Nuria Párrizas Díaz | 6            | 1            | 1            |  |
|  | 9           | Nuria Párrizas Díaz | Nuria Párrizas Díaz | 6           | 6           |  |  |              |                     |              |              |              |  |

### Sezione 6
|  | Primo turno | Primo turno        | Primo turno        | Primo turno | Primo turno |  |  | Ultimo turno | Ultimo turno      | Ultimo turno | Ultimo turno | Ultimo turno |  |
|  |             |                    |                    |             |             |  |  |              |                   |              |              |              |  |
|  | 6           | Anhelina Kalinina  | Anhelina Kalinina  | 6           | 6           |  |  |              |                   |              |              |              |  |
|  | WC          | Lauren Davis       | Lauren Davis       | 2           | 4           |  |  | 6            | Anhelina Kalinina | 63           | 6            | 6            |  |
|  |             | Dajana Jastrems'ka | Dajana Jastrems'ka | 2           | 2           |  |  | 10           | Petra Martić      | 7            | 4            | 1            |  |
|  | 10          | Petra Martić       | Petra Martić       | 6           | 6           |  |  |              |                   |              |              |              |  |

### Sezione 7
|  | Primo turno | Primo turno     | Primo turno     | Primo turno | Primo turno |  |  | Ultimo turno | Ultimo turno    | Ultimo turno | Ultimo turno | Ultimo turno |  |
|  |             |                 |                 |             |             |  |  |              |                 |              |              |              |  |
|  | 7           | Anna Bondár     | Anna Bondár     | 62          | 4           |  |  |              |                 |              |              |              |  |
|  | PR          | Taylor Townsend | Taylor Townsend | 7           | 6           |  |  | PR           | Taylor Townsend | 3            | 6            | 6            |  |
|  | WC          | Peyton Stearns  | Peyton Stearns  | 6           | 6           |  |  | WC           | Peyton Stearns  | 6            | 3            | 3            |  |
|  | 11          | Varvara Gračëva | Varvara Gračëva | 2           | 2           |  |  |              |                 |              |              |              |  |

### Sezione 8
|  | Primo turno | Primo turno     | Primo turno     | Primo turno | Primo turno |  |  | Ultimo turno | Ultimo turno    | Ultimo turno | Ultimo turno | Ultimo turno |  |
|  |             |                 |                 |             |             |  |  |              |                 |              |              |              |  |
|  | 8           | Jasmine Paolini | Jasmine Paolini | 2           | 2           |  |  |              |                 |              |              |              |  |
|  |             | Marta Kostjuk   | Marta Kostjuk   | 6           | 6           |  |  |              | Marta Kostjuk   | 6            | 3            | 6            |  |
|  |             | Magdalena Fręch | 6               | 4           | 6           |  |  | 13           | Magdalena Fręch | 1            | 6            | 4            |  |
|  | 13          | Kaja Juvan      | 1               | 6           | 2           |  |  |              |                 |              |              |              |  |